# 1936年ガルミッシュ・パルテンキルヘンオリンピックの日本選手団
1936年ガルミッシュ・パルテンキルヘンオリンピックの日本選手団（1936ねんガルミッシュ・パルテンキルヘンオリンピックのにほんせんしゅだん） は、1936年2月6日から2月16日まで開催された1936年ガルミッシュ・パルテンキルヘンオリンピックの日本選手団、およびその競技結果。選手所属は1936年当時のもの。

## 概要
- 人員:　選手　34人、役員　14人

## 種目別選手、スタッフ名簿および成績

### スキー
役員：広田戸七郎

役員：高橋昴

役員：秋野武夫

役員：野口正二郎

調査員：麻生武治

- 山田伸三（青森林友）
  - ノルディック複合個人 43位（278.8）
  - クロスカントリー男子長距離（18km） 49位（1時間31分28秒）
- 山田銀蔵（青森林友）
  - クロスカントリー男子長距離（18km） 56位（1時間33分17秒）
- 岡山忠雄（泊居）
  - クロスカントリー男子耐久（50km） 34位（4時間30分28秒）
- 但野寛（旭川）
  - クロスカントリー男子長距離（18km） 59位（1時間35分28秒）
  - クロスカントリー男子耐久（50km） 28位（4時間10分23秒）
  - アルペンスキー男子新複合（滑降 / 回転） 記録なし（滑降・49位 / 回転・失格）
- 安達五郎（札鉄）
  - ジャンプ男子ノーマルヒル（純飛躍） 45位（150.8）
- 龍田峻次（早大）
  - ジャンプ男子ノーマルヒル（純飛躍） 46位（101.2）
- 宮嶋巌（小樽高商）
  - ジャンプ男子ノーマルヒル（純飛躍） 31位（194.6）
- 伊黒正次（北大出）
  - ジャンプ男子ノーマルヒル（純飛躍） 7位（218.2）
- 関口勇（北大若老会）
  - ノルディック複合個人 29位（350.9）
  - アルペンスキー男子新複合（滑降 / 回転） 記録なし（滑降・42位 / 回転・失格）
- 関戸力（札鉄）
  - ノルディック複合個人 35位（330.3）
  - クロスカントリー男子長距離（18km） 55位（1時間32分48秒）
  - アルペンスキー男子新複合（滑降 / 回転） 記録なし（滑降・47位 / 回転・失格）

- クロスカントリー男子40kmリレー（関戸力、但野寛、山田銀蔵、山田伸三） 12位（3時間10分59秒）

### スケート
役員：平林博

役員：安田泰次郎

役員：西田信一

#### フィギュアスケート
役員：大石雄一郎

- 長谷川次男（慶大）
  - 男子シングル 23位
- 片山敏一（関学）
  - 男子シングル 15位
- 老松一吉（大阪）
  - 男子シングル 20位
- 渡辺善次郎（慶大）
  - 男子シングル 21位
- 稲田悦子（大阪菅南小学校）
  - 女子シングル 10位

#### スピードスケート
役員：青木末弘

役員：木谷辰巳

- 金正淵（明大）
  - 男子1500m 15位（2分25秒0）
  - 男子5000m 21位（8分55秒9）
  - 男子10000m 13位（18分02秒7）
- 石原省三（早大）
  - 男子500m 4位（44秒1）
  - 男子1500m 19位（2分26秒7）
- 李聖徳（早大）
  - 男子500m 16位（45秒9）
  - 男子1500m 23位（2分28秒9）
  - 男子5000m 27位（9分08秒7）
  - 男子10000m 25位（18分50秒3）
- 河村泰男（奉天）
  - 男子500m 失格
  - 男子1500m 28位（2分29秒6）
- 中村礼吉（早大）
  - 男子500m 11位（45秒0）
- 南洞邦夫（早大）
  - 男子500m 22位（46秒6）
  - 男子5000m 31位（9分20秒1）
- 張祐植（明大）
  - 男子5000m 27位（9分08秒7）
  - 男子10000m 26位（19分00秒1）

### アイスホッケー
役員：手塚俊一

役員：藤野正彦

- 平野進（満州医大）
- 木下梢（満州医大）
- 早間雅博（満州医大）
- 本間悌次（満州医大）
- 北沢正辰（苫小牧）
- 原信男（苫小牧）
- 二瓶寅男（苫小牧）
- 平元光善（苫小牧）
- 須藤信夫（立大）
- 市川辰雄（早大）
- 古屋健一（慶大）
- 亀井信吉（慶大）
- 庄司敏彦
  - 1次リーグ敗退（予選リーグC組：2敗）

|      |   |   |   |   |   |              |
| 日本 | ● | 0 | - | 3 | ○ | イギリス     |
| 日本 | ● | 0 | - | 2 | ○ | スウェーデン |